# Ариокарпус килевидный
Ариока́рпус килеви́дный (лат. Ariocarpus scapharostrus, или A. scaphirostris) — кактус из рода Ариокарпус. Один из редчайших представителей рода.

## Описание
Стебель плоскошаровидный, тёмно-зелёный, до 9 см в диаметре. Сосочки килевидные, трёхгранные, в отличие от других видов, распределены свободно и сравнительно редко.
Цветки до 4 см в диаметре, розово-фиолетовые.

## Распространение
Эндемик мексиканского штата Нуэво-Леон. В природе произрастает всего лишь на нескольких холмистых склонах.